# HMS Berwick (1775)
Pour les autres navires du même nom, voir HMS Berwick.
Le HMS Berwick est un vaisseau de 74 canons de la classe Elizabeth lancé le 18 avril 1775. Il participe à la guerre d'indépendance américaine au sein de la Royal Navy et combat les Français à la bataille d'Ouessant en 1778 puis les Hollandais à la bataille du Dogger Bank en 1781. Capturé par la marine française pendant les guerres de la Révolution française, il sert sous le drapeau français jusqu'à la bataille de Trafalgar où il est repris par les Anglais, son capitaine, Jean-Gilles Filhol-Camas, étant tué. Il fait naufrage quelques jours plus tard à l'embouchure du Guadalquivir après avoir brisé sa remorque.